# 습식 실험실
습식 실험실 또는 웻 랩(Wet lab)은 다양한 유형의 화학 물질과 잠재적인 젖은 위험(Wet hazard)을 처리하는 데 필요한 실험실 유형이다. 잠재적인 유출 및 오염을 방지하기 위해 구조를 신중하게 설계, 구성 및 제어해야 한다.
건식 실험실 또는 드라이 랩(Dry lab)에는 대형 실험 장비가 있지만 최소한의 화학 물질 또는 다른 곳에서 생산된 데이터를 분석하기 위한 도구가 있을 수 있다.

## 개요

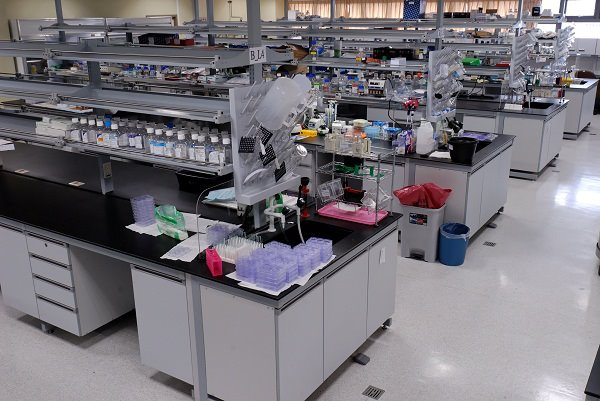
습식 실험실의 일반적인 모습

습식 실험실은 광범위한 실험이 수행되는 실험실 유형이다. 예를 들어 생물학의 효소 특성화, 화학의 적정, 물리학의 빛의 회절 실험 등이 있다. 이러한 실험의 특성상 안전 장비의 적절한 배치가 매우 중요하다.
연구원은 수행하는 실험과 관련된 안전 절차 및 기술을 포함한 기본 실험실 기술을 알아야 한다.

## 실험실 설계
현재 연구실 디자인은 연구자들이 아이디어를 교환하고, 장비를 공유하고, 저장 공간을 공유할 수 있는 공간과 기회를 허용하는 개방형 계획을 사용하여 연구자 간의 상호 작용을 증가시키는 데 초점을 맞추는 경향이 있다. 이를 통해 실험의 생산성과 효율성을 높인다. 이러한 스타일의 실험실은 팀 기반 작업을 지원하기 위해 제안되었지만 전자현미경, 조직 배양과 같이 분리 및 격리된 공간을 필요로 하는 일부 프로세스 유형에는 더 구획화된 개별 공간이 중요하다.
실험실 설계의 유연성도 증진되어야 한다. 예를 들어 벽과 천장은 팽창 또는 수축 시 제거할 수 있어야 하며 파이프, 튜브 및 퓸 후드도 향후 확장, 재배치 및 용도 변경을 위해 제거할 수 있어야 한다. 심사숙고한 설계를 통해 향후 사용을 위해 실험실을 조정할 수 있다. 자원의 지속 가능성도 문제이므로 실험실에서 사용되는 자원과 에너지의 양은 환경을 보호하기 위해 가능한 한 줄여야 하지만 여전히 동일한 제품을 생산해야 한다.
연구실은 습식 실험실, 건식 실험실, 사무 공간 등 많은 영역으로 구성되어 있기 때문에 습식 실험실은은 교차오염이나 유출을 방지하기 위해 제어장치나 칸막이를 사용하여 다른 공간과 분리되어야 한다.
습식 실험실에서 사용되는 공정의 특성으로 인해 청정실 시스템을 사용하여 환경 조건을 신중하게 고려하고 제어해야 할 수 있다.

## 같이 보기
- 건식 실험실